# Фридрих фон Липе-Браке
Фридрих фон Липе-Браке (на немски: Friedrich zur Lippe-Brake; * 10 юли 1638 в дворец Браке в Лемго; † 13 януари 1684 в Браке) от род Липе е граф на Липе-Браке.
Той е син (от 12-те деца) на граф Ото фон Липе-Браке (1589 – 1657) и съпругата му графиня Маргарета фон Насау-Диленбург (1606 – 1661), дъщеря на граф Георг фон Насау-Диленбург (1562 – 1623) и втората му съпруга графиня Амалия фон Сайн-Витгенщайн (1585 – 1633).
Фридрих фон Липе-Браке умира на 13 януари 1684 г. на 45 години в Браке.

## Фамилия
Фридрих фон Липе-Браке се жени на 3 април 1674 г. за принцеса София Луиза фон Шлезвиг-Холщайн-Зондербург-Бек (* 15 април 1650, Бек; † 4 февруари или 4 декември 1714, Бремен), дъщеря на херцог Август Филип фон Шлезвиг-Холщайн-Зондербург-Бек (1612 – 1675) и втората му съпруга Сидония фон Олденбург (1611 – 1650), дъщеря на граф Антон II фон Делменхорст и Сибила Елизабет фон Брауншвайг-Даненберг. Те имат три деца:
- София Амалия фон Липе-Браке (* 26 януари 1675, Браке; † 15 август 1722, Ринтелн)
- Антония Августа фон Липе-Браке (* 17 септември 1676, Браке; † 1676)
- Лудвиг-Фердинанд фон Липе-Браке (* 27 септември 1680 в Халберщат; † 21 февруари 1709 в дворец Волфенбютел), последният граф фон Липе-Браке (1707 – 1709), неженен и без деца